# Lua negra
Lua negra é a expressão usada para designar a segunda lua nova que ocorre em um mesmo mês. Tal qual a lua azul, trata-se de um fenômeno que acontece uma vez a cada dois anos e meio.
Este nome também se aplica a um mês sem qualquer lua nova ou um mês sem nenhuma lua cheia - o que pode só pode acontecer em fevereiro.
A lua negra não pode ser vista no céu, já que, assim como qualquer lua nova, sua face iluminada não está voltada para a Terra. Gustavo Rojas, astrônomo e físico da Universidade Federal de São Carlos (UFSCAR), diz que: “Assim como qualquer Lua nova, a Lua Negra não aparece no céu e isso facilita a observação de estrelas”.

## História
O Farmer’s Almanac, que foi uma publicação centenária americana foi quem primeiro cunhou a palavra "lua azul, para nomear a terceira Lua cheia, de uma sequência de quatro em uma mesma estação. Esta foi a primeira denominação criada para a ocorrência de um tipo de lua. De acordo com Gustavo Rojas, a partir desse almanaque as pessoas passaram a nomear a ocorrência de outras luas – e, assim, surgiu a lua negra.

## Datas
| Datas da Lua Negra | Datas da Lua Negra | Datas da Lua Negra      |
| Ano                | Data               | Tipo                    |
| ------------------ | ------------------ | ----------------------- |
| 1992               | 30 Jun             | Segunda lua nova do mês |
| 1995               | 30 Jan             | Segunda lua nova do mês |
| 1995               | 30 Mar             | Segunda lua nova do mês |
| 1997               | 31 Out             | Segunda lua nova do mês |
| 1999               | Fev                | Mês sem lua cheia       |
| 2000               | 30 Jul             | Segunda lua nova do mês |
| 2003               | 31 Mai             | Segunda lua nova do mês |
| 2005               | 31 Dez             | Segunda lua nova do mês |
| 2008               | 30 Ago             | Segunda lua nova do mês |
| 2011               | 30 Jul             | Segunda lua nova do mês |
| 2014               | 30 Jan             | Segunda lua nova do mês |
| 2014               | 30 Mar             | Segunda lua nova do mês |
| 2016               | 30 Set             | Segunda lua nova do mês |
| 2018               | Fev                | Mês sem lua cheia       |
| 2019               | 30 Ago             | Segunda lua nova do mês |
| 2022               | 30 Abr             | Segunda lua nova do mês |
| 2024               | 30 Dez             | Segunda lua nova do mês |
| 2027               | 31 Ago             | Segunda lua nova do mês |
| 2030               | 30 Jun             | Segunda lua nova do mês |
| 2033               | 30 Jan             | Segunda lua nova do mês |
| 2033               | 30 Mar             | Segunda lua nova do mês |
| 2035               | 31 Out             | Segunda lua nova do mês |
| 2037               | Fev                | Mês sem lua cheia       |

## Paganismo
A lua negra atrai muita atenção de pessoas que seguem a religião wicca, pois ela é considerada um momento especial para se realizar rituais, feitiços, ou outros trabalhos. Segundo o site oldreligion.com.br, "cada Lua possui uma influência diferente nas energias que são usadas nesses ritos, a lua negra é responsável pela eliminação de problemas, pois representa a energia de términos, de renovação. Ela é “o fim de um processo para inicio de outro” é a energia da transformação, a própria transmutação energética que ocorre com a morte. A lua negra é pura, é a verdadeira face da lua, e por isso trabalhos relacionados a Cura também são feitos nesse período, pois a lua sem os raios solares faz uma purificação da terra, absorvendo todas as energias desbalanceadas."